# David Lemaire
Pour les articles homonymes, voir Lemaire.
David Lemaire est un historien de l'art suisse. Depuis 2018, il est directeur et conservateur du Musée des beaux-arts de La Chaux-de-Fonds.

## Biographie
David Lemaire naît à Namur en 1980. Enseignant à l'Université de Genève, il devient conservateur-adjoint au MAMCO en 2012 avant de prendre la direction du Musée des beaux-arts de La Chaux-de-Fonds en 2018. Auteur d'une thèse de doctorat sur Eugène Delacroix, il oriente néanmoins son travail curatorial vers l'art contemporain.

## Publications
- (fr + en) David Lemaire, Alain Huck, La Symétrie du saule, Genève, MAMCO, 2015, 344 p. (ISBN 978-2-940159-76-5 et 2-940159-76-9)
- Gérard Durozoi, David Lemaire, Alexia Guggémos et Henri Griffon, Télémaque, Paris, Flammarion, 2015, 280 p. (ISBN 978-2-08-135168-4), p. 35-46
- (de + fr + en) Helen Hirsch, Eduardo Arroyo, Fabienne Di Rocco et David Lemaire, Eduardo Arroyo. Les Chapitres Suisses, Vienne, Thun, Verlag für moderne Kunst, 2016, 168 p. (ISBN 978-3-903004-96-2), p. 81-100
- David Lemaire, Luisanna Gonzalez Quattrini. Accroupissements, Lausanne, art&fiction, 2018, 112 p. (ISBN 978-2-940570-58-4)
- David Lemaire, Les hauteurs difficiles – La peinture religieuse d'Eugène Delacroix, Paris, Les Presses du Réel, 2020, 312 p. (ISBN 978-2-84066-899-2)
- David Lemaire (éd.), Kiki Kogelnik. Les cyborgs ne sont pas respectueuses, Lausanne, art&fiction, 2021, 164 p. (ISBN 978-2-940570-97-3)
- David Lemaire, Natacha Donzé. Festins, Lausanne, art&fiction, 2021, 80 p. (ISBN 978-2-88964-017-1)
- Marie Gaitzsch et David Lemaire (dir.), Le Style sapin. Une expérience de l'art nouveau, Zürich, Scheidegger & Spiess, 2022, 218 p. (ISBN 978-3-85881-884-3)